# Parafia św. Katarzyny w Sławęcinie
Parafia św. Katarzyny w Sławęcinie − parafia rzymskokatolicka znajdująca się w diecezji rzeszowskiej w dekanacie Jasło Zachód, erygowana w 1326.
Obiekty:
- Kościół parafialny pw. św. Katarzyny - zabytkowy, drewniany, wzniesiony i konsekrowany w 1779.
- Kościół św. Jana Pawła II w Przysiekach - kościół filialny wybudowany w latach 2005-2013.

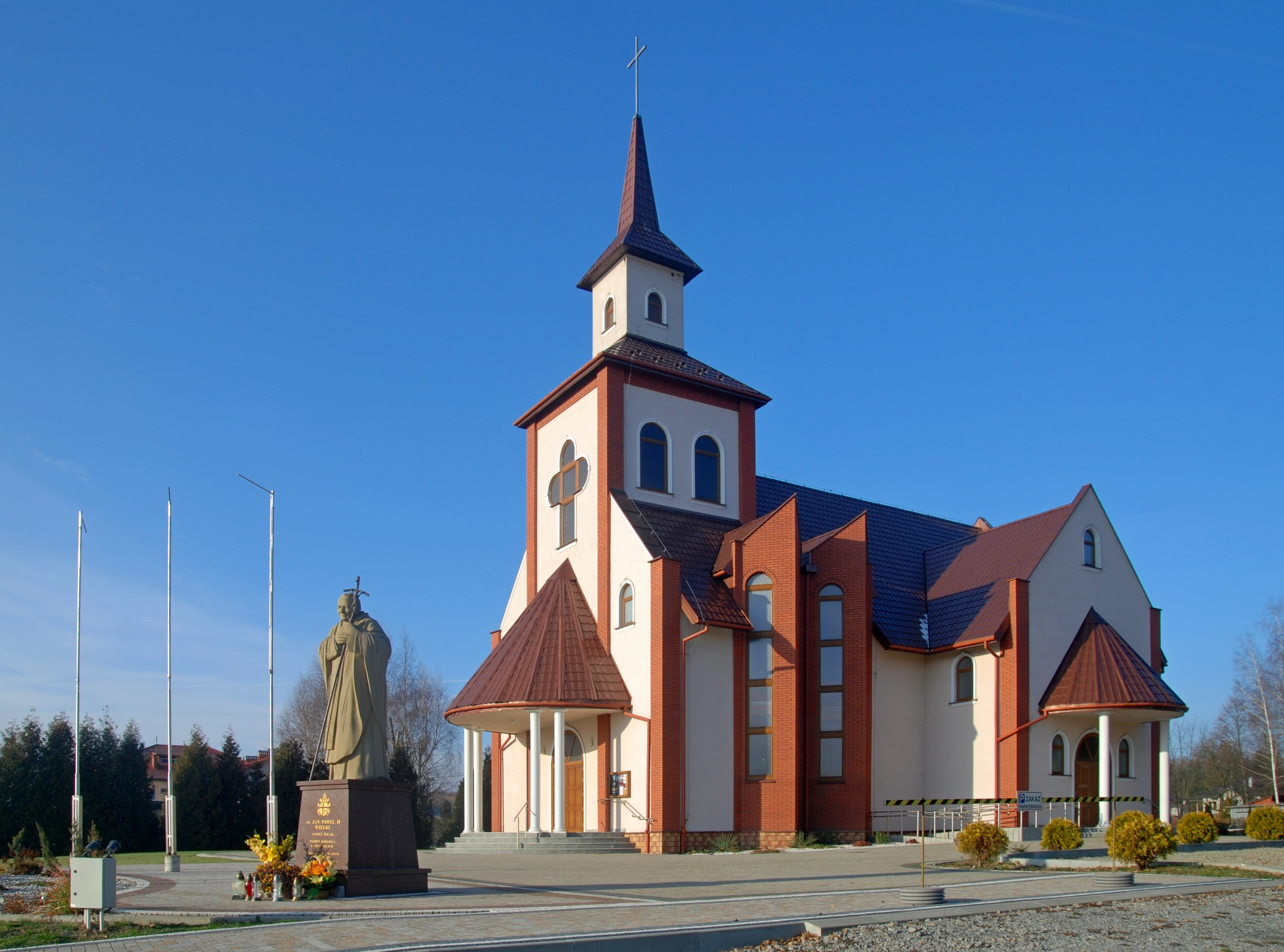
Kościół św. Jana Pawła II w Przysiekach